# Metroid Prime Hunters
| Mottagande                 | Mottagande              |
| Samlingsbetyg              | Samlingsbetyg           |
| Tjänst                     | Betyg                   |
| -------------------------- | ----------------------- |
| Gamerankings               | 83,85% (65 recensioner) |
| Metacritic                 | 85/100 (55 recensioner) |
| Recensionsbetyg            |                         |
| Publikation                | Betyg                   |
| Eurogamer                  | 8/10                    |
| Gamepro                    | 4,5/5                   |
| Gamespot                   | 8,6/10                  |
| Gamespy                    | [ 6 ]                   |
| Gamesradar                 | [ 7 ]                   |
| IGN                        | 9/10                    |
| Nintendo World Report      | 8/10                    |
| Official Nintendo Magazine | 93%                     |

Metroid Prime Hunters är ett datorspel producerat av Nintendo till Nintendo DS. Det är en del i Metroid-serien, och släpptes 2006 över hela världen. Handlingen i spelet utspelar sig mellan Metroid Prime och Metroid Prime 2: Echoes.

## Handling
Den Galaktiska Federationen får en dag ett telepatiskt meddelande om att nyckeln till "den ultimata kraften" kan finnas i Alimbic-solsystemet. De väljer att skicka Samus Aran för att undersöka saken. Dock lyckas sex andra prisjägare fånga upp detta meddelande och de beger sig till samma plats som Samus. Väl framme får Samus reda på att det Alimbicska samhället sedan länge är borta och invånarna döda.
De hann dock lämna bakom sig reliker, nämligen åtta stycken "Oktoliter" (Octoliths), från sin en gång mäktiga krigskultur. Dessa reliker, eller nycklar, kan (om de används på fel sätt) låsa upp skyddet mot monstret Gorea, som utplånade det Alimbicska samhället. Samus måste nu hitta dessa artefakter före de andra prisjägarna.

### Prisjägare
- Samus. Kan ändra form till Morph Ball.
- Kanden. Kan ändra form till Stinglarva.
- Spire. Kan ändra form till Dialanche.
- Trace. Kan ändra form till Triskelion.
- Noxus. Kan ändra form till Vhoscythe.
- Sylux. Kan ändra form till Lockjaw.
- Weavel. Kan ändra form till Halfturret.

## First Hunt

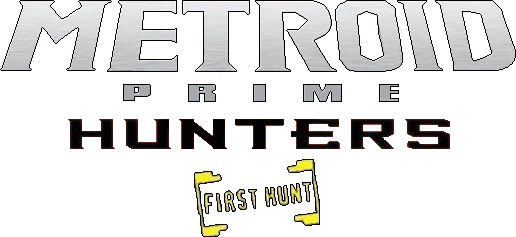
Logotypen för Metroid Prime Hunters: First Hunt.

Metroid Prime Hunters: First Hunt är en demo innehållande en liten del av spelet Metroid Prime Hunters. Spelet följde med vid köp av Nintendo DS i större delen av världen när konsolen släpptes.